# Morrison, Missouri
Morrison är en ort i Gasconade County i delstaten Missouri, USA.